# Maurice Bourgue
Pour les articles homonymes, voir Bourgue.
Maurice Bourgue, né le 6 novembre 1939 à Avignon et mort le 6 octobre 2023 à Pontoise, est un hautboïste, chambriste, compositeur, chef d'orchestre et pédagogue français.

## Biographie
Maurice Bourgue naît le 6 novembre 1939 à Avignon.
Il fait ses études au Conservatoire national supérieur de musique de Paris dans les classes de hautbois d'Étienne Baudo et de musique de chambre de Fernand Oubradous. Il obtient un Premier prix de hautbois en 1958 et un Premier prix de musique de chambre en 1959. Il remporte ensuite les premiers prix des concours internationaux suivants : Genève |1963, Birmingham 1965, Munich 1967, Prague 1968, Budapest 1970.
Maurice Bourgue est appelé en 1967 par Charles Munch à l'Orchestre de Paris, où il reste hautbois solo jusqu'en 1979.
Il se produit parallèlement en soliste, sous la direction de Claudio Abbado, Daniel Barenboim, Riccardo Chailly, John Eliot Gardiner, et entreprend une activité de direction d'orchestre, en France comme à l'étranger.
Depuis 1972, il consacre une part importante de ses activités à la musique de chambre au sein de l'Octuor à vent qui porte son nom et dont il est le fondateur, constitué de musiciens de l'Orchestre de Paris. Il enregistrera plusieurs disques avec cette formation.
En 1979, il est nommé professeur de hautbois au Conservatoire de Paris, poste qu'il occupe jusqu'en 1992, lorsqu'il prend en main la classe de hautbois du Conservatoire de Genève, jusqu'en 2011.
Directeur musical de l'Académie Internationale de Musique de Chambre Sándor Végh, Maurice Bourgue déploie une activité pédagogique continue, tant au sein des conservatoires de Paris et de Genève, que lors de master-classes qu'il anime à Budapest, Londres, Lausanne, Moscou, Oslo, Jérusalem, ou Kyoto.
Créateur d'œuvres de Berio (Chemins IV, 1975) et de Dutilleux (Les Citations, 1991), Maurice Bourgue a enregistré un grand nombre de disques, dont plusieurs ont été récompensés.
Il est marié à Colette, née Kling, pianiste et antiquaire aux puces de Saint-Ouen, marché Vernaison.
Maurice Bourgue meurt à Pontoise le 6 octobre 2023.